# Ка ди Балони (Болоња)
Ка ди Балони је насеље у Италији у округу Болоња, региону Емилија-Ромања.
Према процени из 2011. у насељу је живело 12 становника. Насеље се налази на надморској висини од 645 м.